# 593

## Decese
- dată necunoscută: Garibald I de Bavaria  (n. ?)